# Grupa Fierului
Grupa 8 reprezintă un grup de elemente chimice din tabelul periodic, alcătuit din fier (Fe), ruteniu (Ru), osmiu (Os) și hassiu (Hs). Aceste elemente sunt metale tranziționale. 
Similar cu celelalte grupe, constituenții acestei grupe prezintă modele ale configurației electronice, care determină o periodicitate a caracterului chimic. Grupa 8 este denumirea modernă standard al acestei grupe, fiind adoptată de IUPAC în 1990. În nomenclaturi mai vechi, acest grup era combinat cu grupele 9 și 10 și denumit "VIIIB" în Chemical Abstracts Service (CAS) "sistemul american", sau "VIII" în vechiul "sistem european" al IUPAC (pre-1990) (precum și în tabelul original al lui Mendeleev).
Grupa (conform nomenclaturii curente IUPAC) nu trebuie confundată cu "grupa VIIIA" din sistemul CAS, ce denumește grupa 18 al gazelor nobile (nomenclatura curentă IUPAC).
În timp ce majoritatea grupelor tabelului periodic sunt denumite după cel mai ușor element (de exemplu, "grupa oxigenului" pentru grupa 16), termenul "grupa fierului" nu înseamnă "grupa 8". Adesea, această grupare reprezintă un set de elemente adiacente perioadei 4 ce includ fierul, precum cromul, manganul, fierul, cobaltul si nichelul, doar ultimele trei sau alte grupări, în funcție de context. 